# تتالی فاکد آپ
تتالی فاکد آپ (انگلیسی: Totally Fucked Up) یک فیلم درام آمریکایی به کارگردانی گرگ آراکی است که در سال ۱۹۹۴ منتشر شد. این فیلم قسمت اول سه‌گانه‌ای است که به «سه‌گانهٔ آخرالزمانی نوجوانی» مشهورند. فیلم دوم نسل نابودی و فیلم سوم هیچ‌کجا نام داشت. این فیلم در سایت imdb نمره ۶٫۴از ۱۰ را کسب کرده است.